# Steve Walsh (arbitro di rugby)
Steve Reid Walsh (Cambridge, 28 marzo 1972) è un ex arbitro di rugby a 15 che ha diretto internazionalmente sia come affiliato alla federazione neozelandese che, dal 2009, a quella federazione rugbistica australiana; ritiratosi nel 2015, ha diretto 60 test match, che al momento del ritiro ne facevano il terzo arbitro con il maggior numero di incontri internazionali all'attivo.

## Biografia
Giovane rugbista, si vide interrompere l'attività a 13 anni a causa di una malformazione vertebrale in prossimità del collo; decise di intraprendere quindi la carriera arbitrale, iniziando a dirigere le sue prime partite all'età di 16 anni.
A vent'anni diresse la sua prima partita di National Provincial Championship, nella terza divisione di tale torneo, e a 26 divenne il più giovane internazionale esordendo a Buenos Aires nella direzione di un incontro tra Argentina e Francia il 13 giugno 1998; a 27 anni fu incluso tra gli arbitri della Coppa del Mondo in Galles, dove fu giudice di linea, e 28 anni era il più giovane arbitro professionista neozelandese.
Il primo grande appuntamento internazionale fu il Tri Nations 2003, quando diresse Sudafrica-Australia a Città del Capo, l'incontro d'apertura di tale edizione di torneo; qualche mese più tardi diresse la sua prima partita di Coppa del Mondo, Italia-Tonga nella fase a gironi e, successivamente, il quarto di finale tra Australia e Scozia; durante la manifestazione incorse anche in una polemica che gli costò tre giorni di sospensione: durante la partita della fase a gironi Inghilterra-Samoa diretta dal sudafricano Kaplan, Walsh — che in tale incontro era il quarto ufficiale — ebbe un alterco con uno degli assistenti del C.T. inglese Woodward, Dave Reddin, in quanto quest'ultimo aveva ignorato il divieto di Walsh di fare entrare Dan Luger in campo essendo l'uomo da sostituire, Mike Tindall, ancora sul terreno di gioco benché assistito dai medici, cosa questa che per circa mezzo minuto aveva portato l'Inghilterra ad avere 16 uomini in campo; la federazione inglese fu multata di 10 000 sterline e Reddin fu squalificato per due incontri, ma anche il comportamento di Walsh fu sanzionato con tre giorni di sospensione per comportamento non consono a un direttore di gara.
Alle prese con problemi di alcolismo, nel 2009 Walsh si presentò a un congresso arbitrale della SANZAR a Sydney mostrando chiari postumi mattinieri di ubriachezza, cosa che spinse la Federazione neozelandese a pretenderne le dimissioni immediate; a tale data aveva diretto 35 test match .
Trasferitosi nei sobborghi di Sydney intraprese un percorso di disintossicazione dall'alcol e già alla fine del 2009 fu invitato dalla federazione australiana ad affiliarsi nei suoi ranghi arbitrali; tornò quindi a dirigere incontri del campionato del Nuovo Galles del Sud e nel 2010 fu inserito nei ruoli arbitrali di riserva del Super 14; a fine anno fu di nuovo inserito nei ruoli internazionali in rappresentanza dell'Australia e l'anno successivo arbitrò Scozia-Italia a Edimburgo per il Sei Nazioni 2011.
In quello stesso anno fu anche l'unico rappresentante della sua nuova Federazione alla Coppa del Mondo di rugby 2011, il cui quarto di finale tra Francia e Inghilterra diresse; nella stagione successiva fu anche l'arbitro della finale del Super Rugby 2012 tra Chiefs e Sharks.
Fa parte dei ruoli internazionali anche per il 2014 ed è incluso tra i direttori di gara del Championship 2014.
Il 20 marzo 2015 Steve Walsh annunciò il suo ritiro immediato dall'attività arbitrale al fine di «seguire interessi commerciali al di fuori del rugby».
Al momento del ritiro, con 60 test match, era il terzo arbitro per incontri internazionali diretti dopo il sudafricano Jonathan Kaplan e l'irlandese Alain Rolland; nel frattempo in tale graduatoria è stato superato dal gallese Nigel Owens e, a tutta la Coppa del Mondo di rugby 2015, eguagliato dall'inglese Wayne Barnes.